# ماهاليا جاكسون
ماهاليا جاكسون (بالإنجليزية: Mahalia Jackson)، كانت مغنية أمريكية من أصول أفرقية ولدت في 26 أكتوبر عام 1911، وتوفيت في 27 يناير 1972. تعتبر جاكسون أحسن مغنيات الموسيقى المسيحية، وهي تعرف بلقب «ملكة الموسيقى المسيحية»، لتصبح مهاليا جاكسون من أكثر مغنيات الموسيقى المسيحية تأثيراً في العالم. لقد سجلت في حياتها الموسيقية ما يقارب من ثلاثين ألبوما، وقد سجلت أكثرها لشركة إنتاج كولومبيا. اشتهرت جاكسون بسبب تشكيلها الصوتي كونترالتو.

## حياتها
ولدت ماهاليا، وكان اسمها عند الولادة ماهالا وكان لقبها هيلي، في قسم بلاك بيرل في حي كارولتون في مدينة نيو أورلينز وقد كان بيتها يقطنه ثلاثة عشر نفرا بالرغم من احتواءه على ثلاث حجرات فقط، منهم ماهالا الصغيرة التي سمّيت على عمتها، وأخيها روسوفيلت الذي كان يُعرف باللقب بيتر، وأمها تشاريتي التي توفيت عندما كان عمر ماهاليا خمس سنين. سكن معها عدد من عماتها وأعمامها في نفس المنزل وكان أبوها جون جاكسون يشتغل عاملا بالمينا وحلاقا وبعد فترة من الزمن أصبح قسيسا. لم تدرس ماهاليا في المدرسة لكنها أحبت الغناء، خاصة في الكنيسة فقد بدأت حياتها الموسيقية في كنيستها المحلية، كنيسة مآونت ماريا المعمدانية.
في عام 1927، رحلت ماهاليا إلى شيكاغو وإنضمت إلى فرقة كنيسة سايلم المعمدانية، وقد تزوجت إسحاق لآينز غري هوكنهول في عام 1936، خريج جامعة فيسك، ومعهد توسكيغي، وكان زوجها يكبرها عمراً بعشر سنين. رفضت ماهاليا أن تغني أغاني علمانية، وقد حافظت على ذلك العهد مدى حياتها الموسيقية، رغم الضغط القاسي من زوجها، فقد عُرض عليها المال باستمرار كي تغني موسيقى علمانية، لكنـّها تطلقت من زوجها لذلك السبب، بالإضافة لإدمانه الرهان على سباق الخيل.
سجلت جاكسون الالبوم You Better Run، Run، Run (لابد أن تركض، تركض، تركض) في عام 1931، لكنّ الألبوم لم ينجح ماديا. إنضمت إلى شركة إنتاج أبولو في عام 1947 وسجلت لها أغنية Move On Up A Little Higher (ارتفع إلى أعلى قليلا) وقد اشتهرت الأغنية لدرجة أنّ المحلات لم تستطع توفير اسطوانات كافية تساوي الطلب عليها وقد بيع منها ثمانية ملايين نسخة.

## ميراثها
توفيت جاكسون في شيكاغو في يوم 27 يناير، 1972 لفشل في عمل القلب ومضاعفات داء السكري. تعتبر ماهاليا جاكسون أحسن من غنى الموسيقى المسيحية في التاريخ، وإحدى أحسن المغنيات في القرن العشرين، ولم تبثّ موسيقاها بكثرة إلا على الإذاعات التقليدية المسيحية. قال صاحبها القريب مارتن لوثر كينغ أنه «لم يأتِ صوت كصوتها إلا مرة في كل ألفية».
بالإضافة إلى الغناء، ساعدت الشهيرتان أريثا فرانكلين ودوروثي نوروود وخاصة صاحبتها من شيكاغو ألبرتينا واكر (الصاحبة الحديثة للقب «ملكة الموسيقى المسيحية»).

## وصلات خارجية
- ماهاليا جاكسون على موقع IMDb (الإنجليزية)
- ماهاليا جاكسون على موقع الموسوعة البريطانية (الإنجليزية)
- ماهاليا جاكسون على موقع روتن توميتوز (الإنجليزية)
- ماهاليا جاكسون على موقع مونزينجر (الألمانية)
- ماهاليا جاكسون على موقع ألو سيني (الفرنسية)
- ماهاليا جاكسون على موقع ميوزك برينز (الإنجليزية)
- ماهاليا جاكسون على موقع أول موفي (الإنجليزية)
- ماهاليا جاكسون على موقع قاعدة بيانات برودواي على الإنترنت (الإنجليزية)
- ماهاليا جاكسون على موقع قاعدة بيانات الأفلام السويدية (السويدية)
- ماهاليا جاكسون على موقع إن إن دي بي (الإنجليزية)

- سيرتها الذاتية بالإنجليزية